# امیل بالایف
امیل بالایف (ترکی آذربایجانی: Emil Nazim oğlu Balayev؛ زادهٔ ۱۷ آوریل ۱۹۹۴) بازیکن فوتبال اهل جمهوری آذربایجان است.
از باشگاه‌هایی که در آن بازی کرده‌است می‌توان به باشگاه فوتبال نفتچی باکو اشاره کرد.
وی همچنین در تیم ملی فوتبال جمهوری آذربایجان بازی کرده‌است.